# Rulli Rendo
Julio Edgardo Barrera Larriega (Chiclayo, 6 de septiembre de 1946), conocido artísticamente como Rulli Rendo, es un cantante, músico, compositor, arreglista y director de orquesta peruano.

## Biografía
Residió en el distrito de Jesús María, Lima. Sus estudios primarios los llevó a cabo en la Escuela América (hoy Colegio América) del distrito de La Victoria y los secundarios en el Colegio San Andrés de Lima. Realizó sus estudios de Música; primero con el reconocido autor y compositor peruano Laureano Martínez Smart (piano), a partir de 1964 comenzó sus estudios en el Conservatorio Nacional de Música de Lima - Perú y simultáneamente con los maestros Enrique Jimeno (concertino de la Orquesta Sinfónica Nacional (Perú), Domingo Rullo, reconocido bandoneonista, compositor y arreglista musical y Peter Delis, quien fue por muchos años su productor discográfico cuando Rulli Rendo era cantante de ritmos juveniles. A nivel universitario, estudió Ingeniería del Petróleo en la Universidad Nacional de Ingeniería de Lima y Letras y Periodismo en la Pontificia Universidad Católica del Perú. A partir de 1967, paralelamente con sus estudios universitarios, se dedicó al aprendizaje del idioma francés en la Alianza Francesa de Lima. En el 73, ya graduado como Periodista, siguió estudios de italiano en el Istituto Italiano di Cultura en la capital del Perú. 

### Surge Rulli Rendo
El 14 de abril de 1964, Raúl del Mar, director artístico del sello "El Virrey" lo había bautizado artísticamente con el nombre de Rulli Rendo, cuando tenía 17 años y era un cantante nuevaolero. Empezó su carrera profesional grabando un disco con los temas Me recordarás (del chileno Fernando Allende) y Corazón (de los estadounidenses Barry Mann y Cinthya Weil, con palabras en español del mexicano Manolo Muñoz).

### Toques musicales
Al promediar la década de los 70, lanzó sus primeros LP bailables llamados "Toques" en referencia a que durante los toques de queda en el Perú se realizaban bailes "de toque a toque" (durante toda la noche) por ello se le dio ese nombre a la mayoría de sus guapachosas grabaciones.

### Estancia en México
En 1980, viajó a México y recorrió dicho país como director de RULLI RENDO, ORQUESTA Y COROS, orquesta que a partir de 1976 había pegado con fuerza en varios países de Hispanoamérica. En 1996, dejó el país azteca y regresó al Perú estableciéndose en el distrito de Barranco, tradicional balneario del Sur de Lima. Durante los años que permaneció en México, hizo muchas presentaciones en los programas Siempre En Domingo (Raúl Velasco), Hoy Mismo (Memo Ochoa) y En Vivo (Ricardo Rocha).

### Participación en festivales
Ha participado como cantante, autor/ compositor, arreglista y director orquestal, prácticamente en todos los festivales de canciones de su país. Fue el primer peruano que logró clasificar en el Festival de Viña del Mar, Chile, 1975 (Dónde Estás Querida Mía) y 1976 (Juan Salvador Gaviota). Tanto como autor, compositor, arreglista y director ha estado presente en los festivales Coco de Oro, Barranquilla, Colombia (Sexta Edición, 1973), Panamá (1976), Festival en la Mitad del Mundo (Guayaquil, Ecuador, 1976), Festival de la Divina Pastota (Barquisimeto, Edo. de Lara, Venezuela, 1976), Festival de Buenos Aires (1978), Yamaha Music Foundation (Tokyo, 1983), entre otros, e incluso en 2002 participó en el Festival Himene Patitiifa en Papeete, Polinesia Francesa. 
En 2004 integró el jurado calificador del IV Festival de la Canción de Tenerife, España. 
Como compositor ha tenido gran éxito con temas como Si tú te vas (No me dejes solo), Un pañuelo y una flor, Ay corazón corazón, corazón, corazón, etc.

## Discografía
Rulli Rendo grabó su primer sencillo en 1961, en el sello Virrey del Perú. A partir de 1964, hasta 1972 grabó un sinnúmero de canciones de la Nueva Ola, habiéndose destacado los temas PAGARÁS, QUE TE MATE EL TREN y POBRECITA. En 1969, ya había empezado a arreglar y realizó el acompañamiento musical de varios intérpretes.
Se inició como productor en 1973, con el intérprete Homero y el primer L.P. que produjo fue en 1975, “El retorno de los Dolton´s". En 1975, reapareció como solista y en 1976, realizó el remake del tema estadounidense "Tell Laura I Love Her", con letra en Español y consiguió una de sus mejores ventas, a nivel internacional, como cantante, con su versión titulada "Dile que la quiero".
Ha producido más de medio centenar de discos de larga duración, recopilaciones de éxitos y del recuerdo, aparecidos en vinilo, casete, CD y todos los nuevos formatos.
Sus grabaciones han sido reproducidas en varios continentes y le ha puesto el marco musical a grandes intérpretes internacionales, alcanzando el reconocimiento en muchos países.
Sus más recientes discos son los siguientes CD:
- "Nps vamos a parrandear" (2018)
- "Cosas Rulli Rendo" (2016),
- "La ueva ola y yo" (2015),
- "Mis amigos y mis canciones" (2014),
- "A solas con la luna" (2011),
- "Rulli rock & roll Rendo" (2011),
- "Vámonos de parranda" (2010),
- "De colección" (2007),
- "Qie buenos toques" (2005,Doble),
- "74 éxitos bailables" (2005, Doble, México),
- "Vuelve el toque sabroso" (2004, Doble),